# Stazione di Andrano-Castiglione
Stazione di Andrano-Castiglione vasútállomás Olaszországban, Puglia régióban, Castiglione d'Otranto településen.

## Vasútvonalak
Az állomást az alábbi vasútvonalak érintik:
- Maglie–Gagliano del Capo-vasútvonal

## Kapcsolódó állomások
A vasútállomáshoz az alábbi állomások vannak a legközelebb: 
- Stazione di Miggiano-Specchia-Montesano (Stazione di Gagliano Leuca, Maglie–Gagliano del Capo-vasútvonal)
- Stazione di Spongano (Zollino railway station, Maglie–Gagliano del Capo-vasútvonal)